# Meles thorali
Meles thorali — вид хижих ссавців з роду борсук (Meles). Скам'янілості знайдені в Болгарії (пліоцен і плейстоцен), Греції та Франції (четвертинний період). 